# Adventus
Der Begriff Adventus (von lateinisch advenire ‚ankommen‘, vergleiche auch Advent) bezeichnet in der historischen Forschung die Ankunft eines Herrschers und die damit verbundene Zeremonie. Die Entwicklung des letzteren Begriffs Adventus wird anhand von Beispielen spätantiker bis mittelalterlicher Quellen für Herrschereinzüge beschrieben. Die typische Adventusdarstellung zeigt den Kaiser auf einem Pferd reitend und mit einem erhobenen Arm grüßend, während der andere Arm einen Zepter als Symbol der kaiserlichen Macht hält.

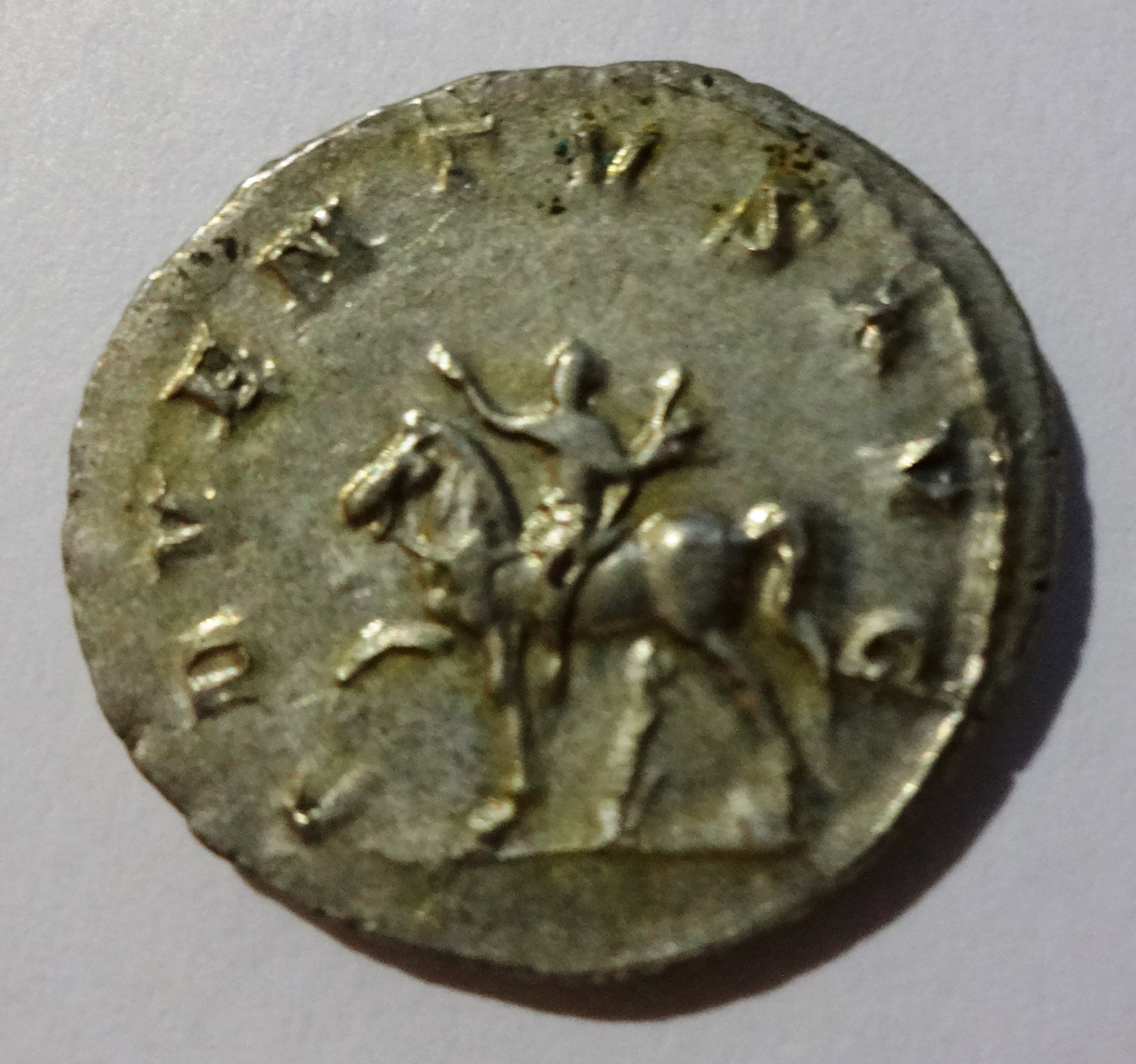
ADVENTVS AVG auf Rückseite eines Antoninian des Kaisers Decius

Die antike Form des Einzuges mit der gottgleichen Darstellung des Imperators stand Pate für die mittelalterliche mediale Symbolik. Das Zeremoniell wurde zur politischen und sakralen Überhöhung des Regenten auf den Herrscherkult übertragen. Es verlief unter strenger Beachtung fester Bräuche und liturgischer Formen. Daneben wurde auch der Publikumsaspekt und die dazugehörigen Feierlichkeiten betont. Jasper Schenk schreibt dabei von einer „besonders starken Gewichtung des festlichen und feierlichen Charakters der Herrschereinzüge“, wie sie beispielsweise in Frankreich praktiziert wurden.
Der mythische Ursprung liegt im Triumph des Gottes Dionysos in Griechenland, der in der Antike jeweils im Frühjahr gefeiert wurde. Im Laufe der Zeit trat die dionysische Komponente zu Gunsten der militärischen zurück, welche sich mit den Triumphen der römischen Imperatoren in einem Staatsritual verfestigte.
Als im Verlauf des 4. Jahrhunderts der Triumph – vielleicht unter anderem wegen seines nichtchristlichen Charakters – aus der Mode kam, wuchs die Bedeutung des Adventus, der auch für Christen akzeptabel war, immens. So verzeichnete der Chronograph von 354 des Philocalus den Einzug Konstantins in Rom – nach der Schlacht an der Milvischen Brücke – am 29. Oktober 312 als adventus Divi („Ankunft des Vergöttlichten“). In der Spätantike stand er auch den Stellvertretern des Kaisers zu, und die Kirche übernahm ihn für Bischöfe und Päpste. Der religiöse Sinngehalt des mittelalterlichen Herrscheradventus und seine liturgische Ausgestaltung unter kirchlichem Einfluss basieren auf altchristlichen, durch die römische Antike beeinflussten Vorstellungen. Beim feierlichen Einzug des (per definitionem siegreichen) spätrömischen Kaisers (zum Beispiel Justinian I. 559) wiederholte sich, ins Christliche transponiert, die Adventus-Symbolik der römischen Kaiserzeit.
In leicht abgewandelter Form übernahmen auch die Herrscher (und Päpste) des europäischen Mittelalters den Adventus. Beim adventus regis konnte der Herrscher eine Amnestie für Verbrecher oder Schutz für Verfolgte gewähren. Die Ankunft in einer Stadt gliederte sich in eine triumphale, auf antikem Hintergrund basierende und in eine religiöse Komponente.
Bei der Ankunft in einem Kloster entfiel jedoch der triumphale Teil als Zeichen christlicher Demut. Das klösterliche Empfangszeremoniell basierte teilweise auf dem Kapitel 53 der Ordensregel Benedikts von Nursia, welches das Empfangszeremoniell beschreibt, das Gästen eines Benediktinerklosters zuteilwird. Diese Bestimmungen wurden jedoch an die höhergestellte Position des Geehrten angepasst und durch liturgische Gesänge im Stil des Introitus angereichert. In karolingischer Zeit wurden teilweise Gedichte eigens für den Empfang eines Herrschers im Kloster angefertigt, erstmals 818 durch Theodulf von Orléans.
Waren die Herrscher zu Beginn noch darauf bedacht, dass niemand anderem diese Ehre zuteilwurde, so schwand im ausgehenden Mittelalter der Vorrang des Königs.